# Козодаев, Михаил Силыч
Михаил Силыч Козода́ев (1909 — 1986) — доктор физико-математических наук, профессор, специалист по ядерной электронике и методике регистрации частиц. Лауреат Сталинской премии второй степени (1949).

## Биография
Родился 9 (22 октября) 1909 года в Санкт-Петербурге.
В 1928—1931 электромонтер на судостроительном заводе. В 1931—1932 служил в РККА. В 1932—1939 и 1940—1943 годы работал в ЛФТИ (лаборант, с 1938 младший научный сотрудник).
Окончил физико-математический факультет ЛГУ (годы учёбы 1933—1938).
В 1932 году вместе с А. И. Алихановым обнаружил явление испускания позитронов радиоактивными ядрами.
В 1934 году вместе с А. И. Алиханьяном и А. И. Алихановым открыл эффект образования электрон-позитронной пары в результате внутренней конверсии энергии возбужденного ядра. Этот эффект лёг в основу одного из главных методов ядерной спектроскопии.
Участник советско-финляндской войны (командир взвода артиллерийской разведки).
Во время Великой Отечественной войны работал на предприятиях оборонной промышленности, участвовал в разработке радиотехнических систем.
В 1943—1950 годы в Лаборатории № 2 АН СССР (работал над системой «уран-вода»), в 1945—1950 годы начальник сектора № 8, в 1948—1949 годы — научный руководитель разработок дозиметрической аппаратуры для Комбината № 817.
В 1940-е годы разработал установку для регистрации распада мюонов для исследования космических лучей.
В 1950—1956 годы зам. начальника Гидротехнической лаборатории Института ядерных проблем АН СССР в Дубне, занимался вопросами физики и техники ускорителей.
В 1956—1973 годы заместитель директора Института экспериментальной и теоретической физики АН СССР.
Доктор физико-математических наук, профессор МИФИ, организатор и в 1949—1960 годы зав. кафедрой экспериментальных методов ядерной физики.
Умер 6 июня 1986 года. 
Автор (совместно с В. И. Калашниковой) книгиДетекторы элементарных частиц : учеб. пособие физ. и инж.-физ. фак. вузов / В. И. Калашникова, М. С. Козодаев. — Москва : Наука, 1966. — 408 с. : ил. — (Экспериментальные методы ядерной физики; ч. 1).

## Признание
- Сталинская премия второй степени (1949) — за участие в ядерном проекте
- орден Ленина (1949)
- орден «Знак Почёта» (1953)